# SED-Kreisparteischule Magdeburg

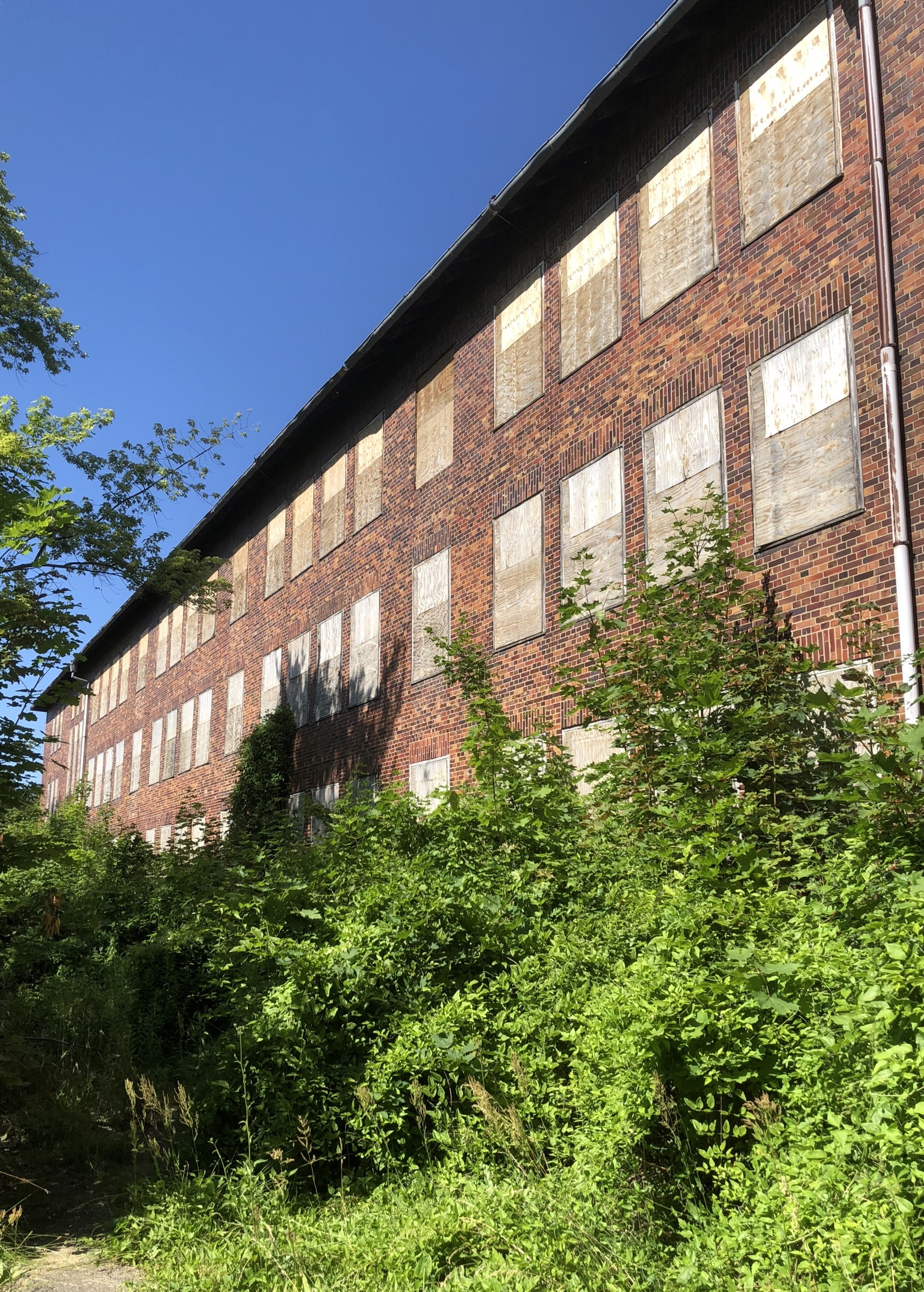
Die ehemalige SED-Kreisparteischule Magdeburg

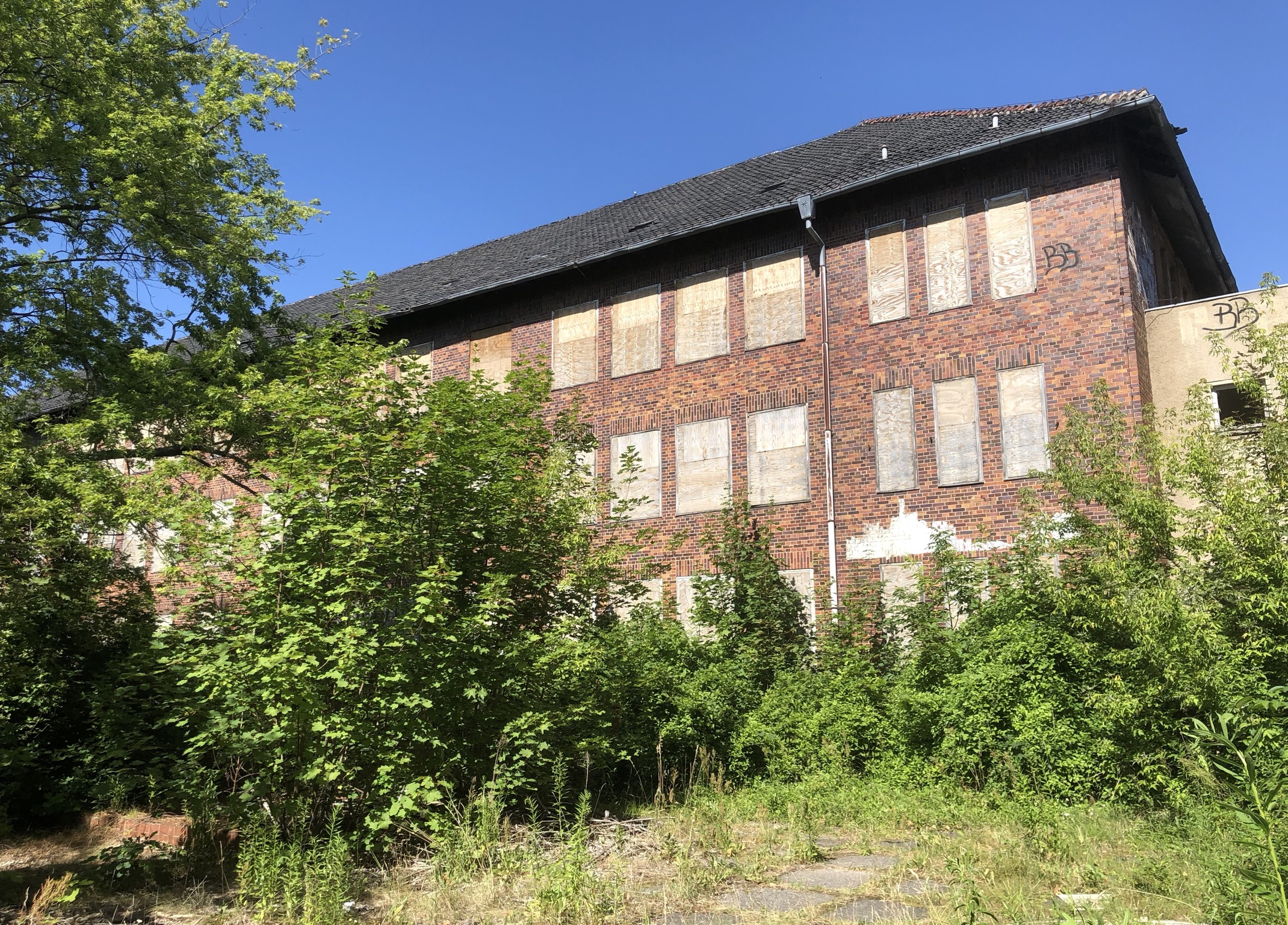
2019

Die SED-Kreisparteischule Magdeburg war eine Kreisparteischule der SED in Magdeburg im heutigen Sachsen-Anhalt. Das Gebäude steht unter Denkmalschutz. 

## Lage
Sie befindet sich im Magdeburger Stadtteil Neue Neustadt an der Adresse Klosterwuhne 39. In direkter Nachbarschaft wurde später südlich die SED-Bezirksparteischule Magdeburg errichtet.

## Architektur und Geschichte
Der Rohbau des Gebäudes entstand in den Jahren von 1938 bis 1942. Geplant war es als Schulbau, der Entwurf stammte dementsprechend vom Hochbauamt der Stadt Magdeburg. Wohl bedingt durch den Zweiten Weltkrieg wurde das Bauvorhaben jedoch zunächst nicht fertiggestellt. Erst in den Jahren von 1951 bis 1955 fand dann der Ausbau des Hauses zur SED-Kreisparteischule statt. 
Der Grundriss des ein- bis dreigeschossigen Klinkerbaus ist in Form eines L angelegt. Im langgezogenen dreigeschossigen Flügel war die Unterbringung der Schule vorgesehen, während der eingeschossige Flügel Nebengelasse und einen Durchgang zum Schulhof enthielt. Der Schultrakt ruht auf einem Souterrain, der Nebenflügel ist als Arkadenbau gestaltet. Bedeckt ist der Gebäudekomplex mit Walmdächern.
Die das Erscheinungsbild maßgeblich prägenden Fenster wurden als bündig mit der Fassade abschließende Sprossenfenster ausgeführt und sind zum Teil noch erhalten.
Im örtlichen Denkmalverzeichnis ist die Schule unter der Erfassungsnummer 094 70460 als Baudenkmal verzeichnet.
Architektonisch zeigt der Bau zwar entsprechend der Entstehung in der Zeit des Nationalsozialismus eine traditionelle Formensprache, wobei jedoch auch Motive der schlichten Formen der Moderne der 1920er Jahre zu erkennen sind.
Zeitweise arbeitete der deutsche Historiker Hans Piazza (1932–2017) an der Schule.
Derzeit (Stand 2019) steht der Gebäudekomplex leer und ist sanierungsbedürftig.